# John Bradley
John Bradley West, född 15 september 1988 i Wythenshawe i Manchester, är en brittisk skådespelare. Han är mest känd för rollen som Samwell Tarly i TV-serien Game of Thrones. 
Bradley växte upp i Wythenshawe-distriktet i Manchester.

## Filmografi (i urval)

### Film
| År   | Titel         | Roll              | Anmärkning  |
| ---- | ------------- | ----------------- | ----------- |
| 2012 | Anna Karenina | Österrikisk prins | Okrediterad |
| 2015 | Caesar        | Casca             |             |
| 2015 | Traders       | Vernon Stynes     |             |
| 2016 | Patient Zero  | Scooter           |             |
| 2016 | New Amsterdam | Rodrigo           |             |

### TV
| År        | Titel           | Roll                         | Anmärkning                        |
| --------- | --------------- | ---------------------------- | --------------------------------- |
| 2011      | Borgia          | Kardinal Giovanni de' Medici |                                   |
| 2011–2019 | Game of Thrones | Samwell Tarly                |                                   |
| 2012      | Merlin          | Tyr Seward                   | Avsnitt 5x7 A Lesson in Vengeance |
| 2012      | Shameless       | Wesley                       | Avsnitt 10x1 Avsnitt 10x2         |